# Epimedium lobophyllum
Epimedium lobophyllum là một loài thực vật có hoa trong họ Hoàng mộc. Loài này được L.H.Liu & B.G.Li mô tả khoa học đầu tiên năm 1999.